# Copa de la UEFA de Fútbol Sala 2017-18
La Copa UEFA de fútbol sala 2017-18 fue la 32.ª edición del máximo torneo de clubes de fútbol sala y la 17.ª y última bajo el nombre de Copa UEFA, ya que a partir de la próxima edición la competición pasó a llamarse Liga de Campeones de la UEFA de fútbol sala .
El torneo empezó el 22 de agosto de 2017 con los primeros partidos de la Ronda Preliminar y terminó en 22 de abril de 2018 con la final.

## Formato
El torneo constará de cuatro rondas: Ronda Preliminar, Ronda Principal, Ronda Élite y Ronda Final.
La primera en jugarse será la Ronda Preliminar, donde en función del número de participantes, los equipos con menor ranking pasan a disputar mini-torneos de tres o cuatro equipos bajo el sistema de liga que tienen lugar al inicio de la temporada. Cada mini-torneo lo acoge uno de los equipos que participa y cada conjunto juega ante los otros siendo el vencedor del grupo el que pasa a la siguiente ronda.
En la Ronda Principal, los ganadores de la ronda preliminar se unen al resto de participantes excepto a los cuatro conjuntos con un mejor ranking, que entran en competición en la ronda élite. Los clubes se dividen en seis grupos de cuatro equipos y los mini-torneos vuelven a disputarse en una sede pero esta vez avanzan a la siguiente ronda los dos mejores de cada grupo.
En la Ronda Élite, los 12 equipos que provienen de la ronda principal se unen a los cuatro cabeza de serie y se forman cuatro grupos de cuatro equipos. Los ganadores de los mini-torneos, que se disputan en otoño, pasan a la fase final.
Los cuatro clasificados juegan la fase final durante un fin de semana del mes de abril y la sede es escogida entre los participantes en dicha fase. El torneo se juega en formato eliminatorio con las semifinales dos días antes de la final y el partido por el tercer puesto. Si el partido por el tercer y cuarto puesto acaba en empate tras los 40 minutos se irá directamente a los penaltis. En el resto de los partidos, se jugarán diez minutos de prórroga.

## Equipos participantes
A partir de esta edición, las tres asociaciones con mayor coeficiente serán representadas por dos equipos. Por otra parte, igual que en las temporadas anteriores, el campeón vigente clasifica automáticamente, y por lo tanto, su asociación también puede clasificar a un segundo equipo. Si el defensor del título pertenece a una de las tres primeras asociaciones, dicha asociación no podrá clasificar a un tercer equipo; en ese caso, la cuarta asociación podrá tener dos representantes. En todas las demás asociaciones clasificará un equipo (el campeón de su liga regular de fútbol sala, o en circunstancias especiales, el subcampeón).
Por lo tanto, un máximo de 59 equipos de las 55 asociaciones miembros de la UEFA pueden participar en el torneo.

### Ranking de asociaciones
Para la Copa UEFA de fútbol sala 2017-18, el número de plazas de las diferentes asociaciones es asignado según su Coeficiente UEFA futsal de selecciones nacionales , calculado sobre la base de lo siguiente:
- Eurocopa de fútbol sala de 2014 y su fase de clasificación.
- Eurocopa de fútbol sala de 2016 y su fase de clasificación.
- Copa Mundial de fútbol sala de 2016 y su fase de clasificación.

| Posición | Asociación           | Coef.  | Equipos    |
| -------- | -------------------- | ------ | ---------- |
| 1        | Rusia                | 10,605 | 2          |
| 2        | España               | 10,017 | 2          |
| 3        | Portugal             | 9,250  | 2          |
| 4        | Italia               | 8,889  | 1 + 1 (CV) |
| 5        | Ucrania              | 7,944  | 1          |
| 6        | Azerbaiyán           | 7,544  | 1          |
| 7        | Eslovenia            | 6,389  | 1          |
| 8        | Kazajistán           | 6,333  | 1          |
| 9        | Serbia               | 5,556  | 1          |
| 10       | Croacia              | 5,556  | 1          |
| 11       | Rep. Checa           | 4,667  | 1          |
| 12       | Rumania              | 4,278  | 1          |
| 13       | Hungría              | 4,222  | 1          |
| 14       | Eslovaquia           | 3,389  | 1          |
| 15       | Países Bajos         | 3,333  | 1          |
| 16       | Bélgica              | 3,278  | 1          |
| 17       | Bosnia y Herzegovina | 3,000  | 1          |
| 18       | Bielorrusia          | 2,667  | 1          |
| 19       | Polonia              | 2,056  | 1          |

| Posición | Asociación             | Coef. | Equipos |
| -------- | ---------------------- | ----- | ------- |
| 20       | República de Macedonia | 2,000 | 1       |
| 21       | Finlandia              | 1,583 | 1       |
| 22       | Turquía                | 1,444 | 1       |
| 23       | Francia                | 1,278 | 1       |
| 24       | Letonia                | 1,222 | 1       |
| 25       | Georgia                | 1,028 | 1       |
| 26       | Noruega                | 1,000 | 1       |
| 27       | Suecia                 | 0,944 | 1       |
| 28       | Inglaterra             | 0,944 | 1       |
| 29       | Grecia                 | 0,889 | 1       |
| 30       | Moldavia               | 0,889 | 1       |
| 31       | Dinamarca              | 0,722 | 1       |
| 32       | Montenegro             | 0,667 | 1       |
| 33       | Bulgaria               | 0,611 | 1       |
| 34       | Suiza                  | 0,472 | 1       |
| 35       | Armenia                | 0,444 | 1       |
| 36       | Andorra                | 0,389 | 1       |
| 37       | Lituania               | 0,389 | 1       |
| 38       | Albania                | 0,333 | 1       |

| Posición | Asociación        | Coef. | Equipos |
| -------- | ----------------- | ----- | ------- |
| 39       | Israel            | 0,333 | 1       |
| 40       | Chipre            | 0,222 | 1       |
| 41       | Gales             | 0,222 | 1       |
| 42       | Estonia           | 0,111 | 1       |
| 43       | Gibraltar         | 0,111 | 1       |
| 44       | Malta             | 0,000 | 1       |
| 45       | San Marino        | 0,000 | 1       |
| 46       | Escocia           | 0,000 | 1       |
| (NR)     | Alemania          | 0,000 | 1       |
| (NR)     | Kosovo            | 0,000 | 1       |
| (NR)     | Austria           | 0,000 | 1       |
| (NR)     | Luxemburgo        | 0,000 | 1       |
| (NR)     | Irlanda del Norte | 0,000 | 1       |
| (NR)     | Irlanda           | 0,000 | 1       |
| (NR)     | Islas Feroe       | 0,000 | 0 (DNE) |
| (NR)     | Islandia          | 0,000 | 0 (DNE) |
| (NR)     | Liechtenstein     | 0,000 | 0 (DNE) |

Notas
- (CV) - Equipo extra por vigente campeón
- (DNE) - No obtiene ningún equipo participante
- (NR) - Sin posición (la asociación no participó en las competiciones utilizadas para calcular los coeficientes)

Italia obtiene un equipo extra ya que el Movistar Inter, vigente campeón, pertenece a una de las tres primeras asociaciones.

### Distribución
Los equipos con el ranking más bajo en los coeficientes de clubes de la Copa de la UEFA de Fútbol Sala en la 2017/18 comienzan en la ronda preliminar (el número exacto depende del volumen total de entradas). Los ganadores de cada grupo y probablemente (dependiendo del número de entradas) uno o más de los segundos pasan a la ronda principal.
La ronda principal, que pasa a disputarse entre 32 equipos, se separa en dos rutas diferentes.
- La Ruta A cuenta con 16 equipos entre los que se incluye el actual campeón. Además, los equipos entre los puestos 1.º y 11.º y del 16.º al 19.º en el ranking de coeficientes de clubes de la Copa de la UEFA de Fútbol Sala (sin incluir al actual campeón) están en la Ruta A. Se colocan en cuatro grupos de cuatro equipos, con los tres mejores de cada uno que se clasifican para la ronda élite.

- La Ruta B cuenta con otros 16 equipos (entre el puesto 12.º al 15.º y del 20.º hacia abajo, incluyendo los clasificados en la ronda preliminar). Se colocarán en cuatro grupos de cuatro en los que los primeros de cada uno de ellos pasarán a la ronda élite.

Los 16 equipos clasificados a la ronda élite son colocados en cuatro grupos, donde los primeros de cada uno de ellos clasifican a la fase final.
Habrá tres bombos para el sorteo de la ronda élite:
- Bombo 1: Ganadores de grupo de la Ruta A

- Bombo 2: Segundos de grupo de la Ruta A (no podrán enfrentarse a los campeones de su grupo)

- Bombo 3: Terceros de grupo de la Ruta A y ganadores de grupo de la Ruta B (podrán enfrentarse a los ganadores o segundos de su grupo)

Al igual que antes, la competición terminará con una eliminatoria de cuatro equipos que será albergada por uno de los contendientes.

### Equipos
Los clubes cuyas ciudades serán sedes de algún grupo (A) en la Ronda Preliminar y Principal serán escogidos previamente al sorteo que determinará la conformación de los grupos.
| Ronda Principal | Ronda Principal                 | Ronda Principal | Ronda Principal | Ronda Principal |
| Posición        | Equipo                          | Coef.           | Ruta            | Cab. Serie      |
| --------------- | ------------------------------- | --------------- | --------------- | --------------- |
| CV              | Movistar Inter (CV)             | 57,000          | A               | 1               |
| 1               | Kairat Almaty (1.º)             | 45,500          | A               | 1               |
| 2               | Sporting de Portugal (1.º)      | 38,166          | A               | 1               |
| 3               | FC Barcelona Lassa (2.º)        | 37,667          | A               | 1               |
| 4               | Dina Moscú (2.º)                | 28,334          | A               | 2               |
| 5               | Dinamo Moscú (1.º)              | 25,001          | A               | 2               |
| 6               | Era-Pack Chrudim (1.º)          | 19,502          | A               | 2               |
| 7               | KMF Ekonomac (1.º) (A)          | 19,001          | A               | 2               |
| 8               | Nikars Riga (1.º)               | 16,500          | A               | 3               |
| 9               | Pescara (2.º)                   | 16,500          | A               | 3               |
| 10              | Sporting de Braga (2.º)         | 15,833          | A               | 3               |
| 11              | Győri ETO (1.º)                 | 14,168          | A               | 3               |
| 12              | Slov-Matic Bratislava (1.º) (A) | 14,000          | B               | 1               |
| 13              | Araz Naxçivan (1.º)             | 13,001          | B               | 1               |
| 14              | Halle-Gooik (1.º)               | 11,000          | B               | 1               |
| 15              | Nacional Zagreb (1.º) (A)       | 10,001          | B               | 1               |
| 16              | Luparense (1.º) (A)             | 9,167           | A               | 4               |
| 17              | Brezje Maribor (1.º) (A)        | 7,833           | A               | 4               |
| 18              | Stalitsa Minsk (1.º) (A)        | 6,001           | A               | 4               |
| 19              | Prodeksim Jersón (1.º)          | 5,501           | A               | 4               |
| 20              | Garges Djibson (1.º)            | 5,167           | B               | 2               |
| 21              | Autobergamo Deva (1.º) (A)      | 4,834           | B               | 2               |
| 22              | Sievi Futsal (1.º) (A)          | 4,834           | B               | 2               |
| 23              | STU Telasi (1.º)                | 4,168           | B               | 2               |

| Ronda Preliminar | Ronda Preliminar               | Ronda Preliminar | Ronda Preliminar |
| Posición         | Equipo                         | Coef.            | Cab. Serie       |
| ---------------- | ------------------------------ | ---------------- | ---------------- |
| 24               | Shkupi (1.º)                   | 3,334            | 1                |
| 25               | Levski Sofia Zapad (1.º)       | 2,875            | 1                |
| 26               | Helvécia (1.º)                 | 2,834            | 1                |
| 27               | BTS Rekord Bielsko-Biała (1.º) | 2,501            | 1                |
| 28               | Anorthosis Famagusta (1.º) (A) | 2,500            | 1                |
| 29               | Jahn Regensburg (1.º)          | 2,084            | 1                |
| 30               | Flamurtari Vlorë (1.º)         | 1,751            | 1                |
| 31               | Liburni Gjakovë (1.º)          | 1,667            | 1                |
| 32               | Titograd (1.º)                 | 1,584            | 2                |
| 33               | ZVV't Knooppunt (1.º)          | 1,500            | 2                |
| 34               | Doukas SAC (1.º)               | 1,500            | 2                |
| 35               | Classic Chişinău (1.º)         | 1,375            | 2                |
| 36               | Mostar Stari Grad (1.º) (A)    | 1,334            | 2                |
| 37               | IFK Uddevalla (1.º) (A)        | 1,167            | 2                |
| 38               | Luxol St. Andrews (1.º)        | 1,167            | 2                |
| 39               | Lynx (1.º)                     | 0,834            | 2                |
| 40               | Sjarmtrollan IL (1.º) (A)      | 0,667            | 3                |
| 41               | København (1.º) (A)            | 0,584            | 3                |
| 42               | FC Leo (1.º)                   | 0,584            | 3                |
| 43               | Transylvania (1.º)             | 0,584            | 3                |
| 44               | FC Encamp (1.º)                | 0,500            | 3                |
| 45               | Vytis (1.º)                    | 0,500            | 3                |
| 46               | Diamantz Linz (1.º) (A)        | 0,500            | 3                |
| 47               | Arnavutköy Belediyespor (1.º)  | 0,500            | 3                |
| 48               | Maccabi Tel Aviv (1.º)         | 0,417            | 4                |
| 49               | Tre Fiori (1.º)                | 0,251            | 4                |
| 50               | Narva United (1.º)             | 0,250            | 4                |
| 51               | Differdange 03 (1.º) (A)       | 0,167            | 4                |
| 52               | Wrexham (1.º)                  | 0,084            | 4                |
| 53               | Minerva (1.º) (A)              | 0,000            | 4                |
| 54               | TMT Futsal Club (1.º)          | 0,000            | 4                |
| 55               | Belfast United (1.º)           | 0,000            | 4                |

Notas
- (CV) - Campeón de la pasada edición
- (1.º) - Campeón de liga
- (2.º) - Subcampeón de liga

Los sorteos para las rondas preliminares y principales se celebraron el 6 de julio de 2017, a las 14:00 CEST, en la sede de la UEFA en Nyon, Suiza. El mecanismo de los sorteos para cada ronda fue el siguiente:
- En la ronda preliminar, los 32 equipos se dividieron en ocho grupos de cuatro equipos que contenían un equipo de cada una de las posiciones de cabeza de serie. En primer lugar, los ocho equipos que fueron preseleccionados como anfitriones fueron sacados de su propio bombo designado y asignados a su respectivo grupo según sus posiciones de cabeza de serie. A continuación, los 24 equipos restantes fueron sacados de su respectivo bombo que fueron asignados de acuerdo a sus posiciones de cabeza de serie.
- En la Ronda Principal A, los 16 equipos se dividieron en cuatro grupos de cuatro que contenían un equipo de cada una de las posiciones de cabeza de serie. En primer lugar, los cuatro equipos que fueron preseleccionados como anfitriones fueron sacados de su propio bombo designado y asignados a su respectivo grupo según sus posiciones de cabeza de serie. A continuación, los 12 equipos restantes fueron sacados de su respectivo bombo y fueron asignados de acuerdo a sus posiciones de serie. Pueden enfrentarse, si se da el caso, dos equipos de una misma asociación.
- En la ronda Principal B, los 16 equipos se dividieron en cuatro grupos de cuatro que contenían un equipo de cada uno de los puestos de serie y dos ganadores de grupo de la ronda preliminar (posiciones de cabeza de serie 3 y 4). En primer lugar, los cuatro equipos que fueron preseleccionados como anfitriones fueron sacados de su propio bombo designado y asignados a su respectivo grupo según sus posiciones de cabeza de serie. A continuación, los 12 equipos restantes (incluyendo los ocho ganadores del grupo de la ronda preliminar cuya identidad no se conocía en el momento del sorteo) fueron sacados de su respectivo bombo y fueron asignados de acuerdo a sus posiciones de cabeza de serie.

Debido a una decisión del Comité de Emergencia de la UEFA, los clubes de Armenia y Azerbaiyán no pueden enfrentarse entre sí, igual que los de Kosovo y Bosnia y Herzegovina. Si alguno de estos equipos es ganador de grupo en la ronda preliminar y clasifica para un grupo de la ronda principal con un equipo al que no puede jugar, sería intercambiado con el siguiente equipo disponible en su posición de cabeza de serie siguiendo el orden alfabético de los grupos.

## Sorteos y fechas
Todos los sorteos se realizaran en la sede de la UEFA. Nyon, Suiza.
| Ronda            | Sorteo                | Fechas                                                                |
| ---------------- | --------------------- | --------------------------------------------------------------------- |
| Ronda Preliminar | 6 de julio de 2017    | 23-26 de agosto de 2017                                               |
| Ronda Principal  | 6 de julio de 2017    | 10-15 de octubre de 2017                                              |
| Ronda Élite      | 19 de octubre de 2017 | 21-26 de noviembre de 2017                                            |
| Fase final       | marzo de 2018         | Semifinales: 19 o 20 de abril de 2018 Final: 21 o 22 de abril de 2018 |

En la ronda preliminar, la ronda principal y la ronda élite, la programación es la siguiente:
Para la programación, el anfitrión es considerado el Equipo 1 y los equipos visitantes son considerados Equipo 2, 3 y 4 según su posición en en ranking de coeficientes.
| Día      | Partidos             | Partidos             |
| -------- | -------------------- | -------------------- |
| Día 1    | Equipo 2 vs Equipo 4 | Equipo 1 vs Equipo 3 |
| Día 2    | Equipo 3 vs Equipo 2 | Equipo 1 vs Equipo 4 |
| Descanso |                      |                      |
| Día 3    | Equipo 4 vs Equipo 3 | Equipo 2 vs Equipo 1 |

## Desempate
Los equipos clasifican en función de los puntos (3 puntos por victoria, 1 punto por empate y 0 puntos por derrota). En caso de empate a puntos se aplicarán los siguientes criterios en el orden que se indica:
1. Mayor número de puntos obtenidos en los partidos de grupo entre los equipos en cuestión.
2. Mayor diferencia de goles en los partidos de grupo entre los equipos en cuestión.
3. Mayor número de goles marcados en los partidos de grupo entre los equipos en cuestión.
4. Mayor diferencia de goles en todos los partidos de grupo.
5. Mayor número de goles marcados en todos los partidos de grupo.
6. Lanzamiento de penaltis (únicamente si hay empate entre dos equipos y estos dos equipos se enfrentan en la última jornada).
7. Menor número de puntos disciplinarios (Tarjeta roja: 3 puntos - Tarjeta amarilla: 1 punto - Expulsión por doble tarjeta amarilla: 3 puntos).
8. Coeficiente UEFA
9. Sorteo

## Ronda Preliminar
- Los horarios corresponden al horario de verano europeo (UTC+2).

### Grupo A
Sede: Berna,  Suiza
| Equipo       | Pts | PJ | PG | PE | PP | GF | GC | Dif |
| ------------ | --- | -- | -- | -- | -- | -- | -- | --- |
| Minerva      | 9   | 3  | 3  | 0  | 0  | 11 | 4  | +7  |
| Helvécia     | 6   | 3  | 2  | 0  | 1  | 14 | 5  | +9  |
| Lynx         | 1   | 3  | 0  | 1  | 2  | 6  | 14 | -8  |
| Transylvania | 1   | 3  | 0  | 1  | 2  | 6  | 14 | -8  |

| 23 de agosto de 2017, 17:15 | Helvécia                                                                            | 7:0 (3:0) | Transylvania | Sporthalle Weissenstein, Berna            |                                           |
|                             | - Monti 3' 6' 38' - Webb 19' - Derendiajev 27' - Lucas Ferra 34' - Raoni Medina 39' | Reporte   |              | Árbitro(s): Andrej Topić Irina Velikanova | Árbitro(s): Andrej Topić Irina Velikanova |

| 23 de agosto de 2017, 19:45 | Minerva                                    | 4:1 (2:1) | Lynx         | Sporthalle Weissenstein, Berna             |                                            |
|                             | - Machado 3' - Buckson 4' 26' - Soares 25' | Reporte   | - 13' Martin | Árbitro(s): Josip Barton Sarunas Tamulynas | Árbitro(s): Josip Barton Sarunas Tamulynas |

| 24 de agosto de 2017, 17:15 | Lynx                     | 1:6 (0:1) | Helvécia | Sporthalle Weissenstein, Berna             |                                            |
|                             | - Derendiajev 21' (a.g.) | Reporte   | - 10' Goldstein - 24' Andrew De Santana - 34' Palfreeman - 34' Monti - 35' (d.p.) Webb - 40' (d.p.) Dickson | Árbitro(s): Sarunas Tamulynas Andrej Topić | Árbitro(s): Sarunas Tamulynas Andrej Topić |

| 24 de agosto de 2017, 19:45 | Minerva                                        | 3:2 (1:1) | Transylvania             | Sporthalle Weissenstein, Berna            |                                           |
|                             | - Soares 17' (d.p.) - Balvis 22' - Buckson 28' | Reporte   | - 6' Galo - 37' Stancuta | Árbitro(s): Irina Velikanova Josip Barton | Árbitro(s): Irina Velikanova Josip Barton |

| 26 de agosto de 2017, 14:00 | Transylvania                                 | 4:4 (1:2) | Lynx                                       | Sporthalle Weissenstein, Berna                 |                                                |
|                             | - Byrne 3' - De Paula 34' 36' - Stancuta 40' | Reporte   | - 4' 27' Carmona - 20' Cancio - 37' Martin | Árbitro(s): Irina Velikanova Sarunas Tamulynas | Árbitro(s): Irina Velikanova Sarunas Tamulynas |

| 26 de agosto de 2017, 16:30 | Helvécia                | 1:4 (1:0) | Minerva                                                 | Sporthalle Weissenstein, Berna        |                                       |
|                             | - Gonzales Rodríguez 9' | Reporte   | - 29' Machado - 30' Mezger - 31' Buckson - 38' Maksutaj | Árbitro(s): Andrej Topić Josip Barton | Árbitro(s): Andrej Topić Josip Barton |

### Grupo B
Sede: Oberkorn,  Luxemburgo
| Equipo          | Pts | PJ | PG | PE | PP | GF | GC | Dif |
| --------------- | --- | -- | -- | -- | -- | -- | -- | --- |
| Liburni Gjakovë | 9   | 3  | 3  | 0  | 0  | 20 | 7  | +13 |
| Titograd        | 6   | 3  | 2  | 0  | 1  | 10 | 11 | -1  |
| Vytis           | 1   | 3  | 0  | 1  | 2  | 8  | 13 | -5  |
| Differdange 03  | 1   | 3  | 0  | 1  | 2  | 7  | 14 | -7  |

| 23 de agosto de 2017, 18:00 | Liburni Gjakovë                                                            | 7:3 (3:1) | Vytis                                    | Centre Sportif Oberkorn, Oberkorn           |                                             |
|                             | - Selimi 1' - Alaj 4' - Selmanaj 12' 24' 38' - A. Brahimi 36' - Qerimi 40' | Reporte   | - 10' 40' Afrânio - 30' Guesinho Genigle | Árbitro(s): Patrik Porkert Ovidiu Dan Curta | Árbitro(s): Patrik Porkert Ovidiu Dan Curta |

| 23 de agosto de 2017, 20:30 | Differdange 03              | 2:5 (0:0) | Titograd                                                         | Centre Sportif Oberkorn, Oberkorn        |                                          |
|                             | - Zezinho 37' - Robinho 40' | Reporte   | - 27' 40' Drašković - 31' M. Bajčetić - 35' Barović - 40' Mugoša | Árbitro(s): Moshe Bohbot Grigori Ošomkov | Árbitro(s): Moshe Bohbot Grigori Ošomkov |

| 24 de agosto de 2017, 18:00 | Titograd                     | 2:7 (1:2) | Liburni Gjakovë                                                                | Centre Sportif Oberkorn, Oberkorn          |                                            |
|                             | - Mugoša 3' - Vukšanović 35' | Reporte   | - 6' Selimi - 20' 40' A. Brahimi - 22' Brovina - 24' 34' Selmanaj - 25' Kasapi | Árbitro(s): Grigori Ošomkov Patrik Porkert | Árbitro(s): Grigori Ošomkov Patrik Porkert |

| 24 de agosto de 2017, 20:30 | Differdange 03                                                    | 3:3 (1:2) | Vytis                                    | Centre Sportif Oberkorn, Oberkorn         |                                           |
|                             | - Antonio Abreu 11' (pen.) - Ricardo Barros 40' - Dany Vieira 40' | Reporte   | - 10' 39' Klebert Ferreira - 15' Afrânio | Árbitro(s): Ovidiu Dan Curta Moshe Bohbot | Árbitro(s): Ovidiu Dan Curta Moshe Bohbot |

| 26 de agosto de 2017, 18:00 | Vytis                                      | 2:3 (2:1) | Titograd                                   | Centre Sportif Oberkorn, Oberkorn         |                                           |
|                             | - Guesinho Genigle 2' - Barović 17' (a.g.) | Reporte   | - 2' Drašković - 29' Gojković - 31' Mugoša | Árbitro(s): Moshe Bohbot Ovidiu Dan Curta | Árbitro(s): Moshe Bohbot Ovidiu Dan Curta |

| 26 de agosto de 2017, 20:30 | Liburni Gjakovë                                                  | 6:2 (1:1) | Differdange 03                    | Centre Sportif Oberkorn, Oberkorn          |                                            |
|                             | - Brovina 10' - Kasapi 22' - Selmanaj 23' 26' 39' - Dobroshi 38' | Reporte   | - 12' Antonio Abreu - 37' Zezinho | Árbitro(s): Patrik Porkert Grigori Ošomkov | Árbitro(s): Patrik Porkert Grigori Ošomkov |

### Grupo C
Sede: Linz,  Austria
| Equipo            | Pts | PJ | PG | PE | PP | GF | GC | Dif |
| ----------------- | --- | -- | -- | -- | -- | -- | -- | --- |
| Luxol St. Andrews | 9   | 3  | 3  | 0  | 0  | 20 | 6  | +14 |
| Shkupi            | 6   | 3  | 2  | 0  | 1  | 15 | 15 | 0   |
| Maccabi Tel Aviv  | 3   | 3  | 1  | 0  | 2  | 7  | 10 | -3  |
| Diamantz Linz     | 0   | 3  | 0  | 0  | 3  | 7  | 18 | -11 |

| 23 de agosto de 2017, 18:00 | Shkupi                                          | 5:1 (1:1) | Maccabi Tel Aviv | Sporthalle Europagymnasium, Linz          |                                           |
|                             | - Alimi 4' - Nezir 27' - Seferi 31' - Ibiši 40' | Reporte   | - 3' T. Shkolnik | Árbitro(s): Hennadiy Hora Daniele D'adamo | Árbitro(s): Hennadiy Hora Daniele D'adamo |

| 23 de agosto de 2017, 20:15 | Diamantz Linz   | 1:7 (0:4) | Luxol St. Andrews                                                                         | Sporthalle Europagymnasium, Linz     |                                      |
|                             | - Stankovic 39' | Reporte   | - 2' Rogerinho - 9' Zammit - 14' Răducu - 17' 40' Perković - 24' Celino Alves - 35' Sammu | Árbitro(s): Lukáš Peško Besar Beqiri | Árbitro(s): Lukáš Peško Besar Beqiri |

| 24 de agosto de 2017, 18:00 | Luxol St. Andrews                                                                                       | 9:2 (5:1) | Shkupi                      | Sporthalle Europagymnasium, Linz       |                                        |
|                             | - Celino Alves 1' 16' - Grbeša 8' 34' (d.p.) - Răducu 17' - Penava 18' - Perković 27' - Vuković 38' 39' | Reporte   | - 15' Seferi - 32' Petrović | Árbitro(s): Besar Beqiri Hennadiy Hora | Árbitro(s): Besar Beqiri Hennadiy Hora |

| 24 de agosto de 2017, 20:15 | Diamantz Linz    | 1:3 (0:1) | Maccabi Tel Aviv                        | Sporthalle Europagymnasium, Linz        |                                         |
|                             | - Kismetovic 38' | Reporte   | - 11' Osadon - 34' Diedunov - 36' Cohen | Árbitro(s): Daniele D'adamo Lukáš Peško | Árbitro(s): Daniele D'adamo Lukáš Peško |

| 26 de agosto de 2017, 18:00 | Maccabi Tel Aviv               | 3:4 (1:3) | Luxol St. Andrews                                   | Sporthalle Europagymnasium, Linz     |                                      |
|                             | - Cohen 10' 30' - Diedunov 23' | Reporte   | - 3' Grbeša - 5' Vuković - 9' Zammit - 29' Perković | Árbitro(s): Lukáš Peško Besar Beqiri | Árbitro(s): Lukáš Peško Besar Beqiri |

| 26 de agosto de 2017, 20:15 | Shkupi                                                                      | 8:5 (5:5) | Diamantz Linz                                            | Sporthalle Europagymnasium, Linz          |                                           |
|                             | - Seferi 3' 20' 40' - Fazliu 4' - Jakupi 8' - Petrović 14' - Sotirovski 34' | Reporte   | - 4' Skrgic - 11' Stankovic - 15' Dzinic - 17' 18' Husic | Árbitro(s): Hennadiy Hora Daniele D'adamo | Árbitro(s): Hennadiy Hora Daniele D'adamo |

### Grupo D
Sede: Uddevalla,  Suecia
| Equipo          | Pts | PJ | PG | PE | PP | GF | GC | Dif |
| --------------- | --- | -- | -- | -- | -- | -- | -- | --- |
| Jahn Regensburg | 9   | 3  | 3  | 0  | 0  | 16 | 2  | +14 |
| IFK Uddevalla   | 6   | 3  | 2  | 0  | 1  | 13 | 4  | +9  |
| FC Encamp       | 1   | 3  | 0  | 1  | 2  | 2  | 10 | -8  |
| Tre Fiori       | 1   | 3  | 0  | 1  | 2  | 2  | 17 | -15 |

| 23 de agosto de 2017, 17:00 | Jahn Regensburg                                                          | 8:1 (4:1) | Tre Fiori   | Agnebergshallen, Uddevalla                  |                                             |
|                             | - Guilherme 2' - Alemão 5' 17' 27' 40' - Andrezinho 26' - Andre Caro 34' | Reporte   | - 12' Bugli | Árbitro(s): Veljko Bošković Daniel Matkovic | Árbitro(s): Veljko Bošković Daniel Matkovic |

| 23 de agosto de 2017, 19:30 | IFK Uddevalla                                | 4:1 (2:1) | FC Encamp      | Agnebergshallen, Uddevalla                       |                                                  |
|                             | - Berisha 4' - Bagger 11' 38' - Nashabat 32' | Reporte   | - 18' Mesquita | Árbitro(s): Vasilios Christodoulis Matthew Vella | Árbitro(s): Vasilios Christodoulis Matthew Vella |

| 24 de agosto de 2017, 17:00 | FC Encamp | 0:5 (0:2) | Jahn Regensburg                                                    | Agnebergshallen, Uddevalla                |                                           |
|                             |           | Reporte   | - 17' Guilherme - 17' 35' Alemão - 29' Andre Caro - 34' Andrezinho | Árbitro(s): Matthew Vella Veljko Bošković | Árbitro(s): Matthew Vella Veljko Bošković |

| 24 de agosto de 2017, 19:30 | IFK Uddevalla                                                         | 8:0 (5:0) | Tre Fiori | Agnebergshallen, Uddevalla                         |                                                    |
|                             | - Sadriu 6' - Gashi 9' - Bagger 9' 37' - Berisha 10' 14' - Hiseni 40' | Reporte   |           | Árbitro(s): Daniel Matkovic Vasilios Christodoulis | Árbitro(s): Daniel Matkovic Vasilios Christodoulis |

| 26 de agosto de 2017, 14:00 | Tre Fiori   | 1:1 (0:1) | FC Encamp      | Agnebergshallen, Uddevalla                |                                           |
|                             | - Santi 39' | Reporte   | - 18' Mesquita | Árbitro(s): Daniel Matkovic Matthew Vella | Árbitro(s): Daniel Matkovic Matthew Vella |

| 26 de agosto de 2017, 16:30 | Jahn Regensburg                  | 3:1 (0:1) | IFK Uddevalla | Agnebergshallen, Uddevalla                         |                                                    |
|                             | - Guilherme 27' 36' - Alemão 34' | Reporte   | - 20' Zhubi   | Árbitro(s): Veljko Bošković Vasilios Christodoulis | Árbitro(s): Veljko Bošković Vasilios Christodoulis |

### Grupo E
Sede: Mostar,  Bosnia y Herzegovina
| Equipo                  | Pts | PJ | PG | PE | PP | GF | GC | Dif |
| ----------------------- | --- | -- | -- | -- | -- | -- | -- | --- |
| Mostar Stari Grad       | 9   | 3  | 3  | 0  | 3  | 32 | 6  | +26 |
| Arnavutköy Belediyespor | 6   | 3  | 2  | 0  | 1  | 23 | 10 | +13 |
| Narva United            | 3   | 3  | 1  | 0  | 2  | 8  | 24 | -16 |
| Flamurtari Vlorë        | 0   | 3  | 0  | 0  | 3  | 5  | 28 | -23 |

| 23 de agosto de 2017, 19:00 | Flamurtari Vlorë                       | 3:4 (0:1) | Narva United                                 | USRC Mithad Hujdur Hujka, Mostar          |                                           |
|                             | - Kaca 30' - Guna 40' - Gurzaković 40' | Reporte   | - 20' 33' Bader - 22' Bõstrov - 30' Akulenko | Árbitro(s): Miguel Castilho Dejan Veselic | Árbitro(s): Miguel Castilho Dejan Veselic |

| 23 de agosto de 2017, 21:15 | Mostar Stari Grad                                                   | 7:3 (4:3) | Arnavutköy Belediyespor                                    | USRC Mithad Hujdur Hujka, Mostar             |                                              |
|                             | - Aladžić 5' 32' - Bošković 10' - Kahvedžić 19' 20' 30' - Vesić 25' | Reporte   | - 5' Muhammet Altunay - 15' Onur Mengi - 16' Burak Özdemir | Árbitro(s): Gerd Bylois Gerard Roure Ramírez | Árbitro(s): Gerd Bylois Gerard Roure Ramírez |

| 24 de agosto de 2017, 19:00 | Arnavutköy Belediyespor | 12:2 (5:2) | Flamurtari Vlorë     | USRC Mithad Hujdur Hujka, Mostar                 |                                                  |
|                             | - Yiğitcan Yenilmez 5' - Onur Mengi 7' 28' 29' - Burak Özdemir 9' - Talha Can Vardar 17' 22' - Sait Yayla 20' - Ferhat Aşik 28' 39' - Muhammet Altunay 36' 38' | Reporte    | - 1' Gokaj - 3' Kaca | Árbitro(s): Gerard Roure Ramírez Miguel Castilho | Árbitro(s): Gerard Roure Ramírez Miguel Castilho |

| 24 de agosto de 2017, 21:15 | Mostar Stari Grad | 13:3 (7:1) | Narva United                          | USRC Mithad Hujdur Hujka, Mostar      |                                       |
|                             | - Marinho de Souza 1' 16' 24' - Aladžić 5' 18' 37' - Vesić 8' 17' - Bošković 18' - Radmilović 22' - Šikalo 30' - Pavlović 31' | Reporte    | - 17' (pen.) 33' Akulenko - 33' Bader | Árbitro(s): Dejan Veselic Gerd Bylois | Árbitro(s): Dejan Veselic Gerd Bylois |

| 26 de agosto de 2017, 19:00 | Narva United  | 1:8 (0:4) | Arnavutköy Belediyespor                                                                                           | USRC Mithad Hujdur Hujka, Mostar        |                                         |
|                             | - Bõstrov 37' | Reporte   | - 4' 34' 36' Muhammet Altunay - 9' Enes Bayraktar - 18' 24' Talha Can Vardar - 20' Burak Özdemir - 25' Onur Mengi | Árbitro(s): Miguel Castilho Gerd Bylois | Árbitro(s): Miguel Castilho Gerd Bylois |

| 26 de agosto de 2017, 21:15 | Flamurtari Vlorë | 0:12 (0:7) | Mostar Stari Grad | USRC Mithad Hujdur Hujka, Mostar               |                                                |
|                             |                  | Reporte    | - 2' 22' 23' Marinho de Souza - 8' 23' Kahvedžić - 11' Aladžić - 12' 15' 33' Bošković - 19' Hrkač - 20' Vesić - 30' Radmilović | Árbitro(s): Dejan Veselic Gerard Roure Ramírez | Árbitro(s): Dejan Veselic Gerard Roure Ramírez |

### Grupo F
Sede: Lárnaca,  Chipre
| Equipo               | Pts | PJ | PG | PE | PP | GF | GC | Dif |
| -------------------- | --- | -- | -- | -- | -- | -- | -- | --- |
| FC Leo               | 9   | 3  | 3  | 0  | 0  | 15 | 2  | +13 |
| Anorthosis Famagusta | 6   | 3  | 2  | 0  | 1  | 18 | 11 | +7  |
| Classic Chişinău     | 3   | 3  | 1  | 0  | 2  | 9  | 21 | -12 |
| Wrexham              | 0   | 3  | 0  | 0  | 3  | 9  | 17 | -8  |

| 23 de agosto de 2017, 15:30 | Classic Chişinău                                 | 7:4 (3:4) | Wrexham                                   | Kitio Sports Hall, Lárnaca                |                                           |
|                             | - Nicolaiciuc 3' 37' 40' - Negara 4' 14' 21' 36' | Reporte   | - 4' 6' 15' Rogers - 9' (a.g.) Chitoroagî | Árbitro(s): Iurii Neverov David Glavonjic | Árbitro(s): Iurii Neverov David Glavonjic |

| 23 de agosto de 2017, 18:30 | Anorthosis Famagusta | 1:5 (0:1) | FC Leo                                                             | Kitio Sports Hall, Lárnaca                        |                                                   |
|                             | - Christofi 33'      | Reporte   | - 16' Karapetyan - 26' Dokmanyan - 39' Loginov - 39' 40' Mashumyan | Árbitro(s): Barry Weijers Zyl Robert Fred Sheriff | Árbitro(s): Barry Weijers Zyl Robert Fred Sheriff |

| 24 de agosto de 2017, 15:30 | Anorthosis Famagusta                                                                             | 7:4 (3:3) | Wrexham                                                           | Kitio Sports Hall, Lárnaca                |                                           |
|                             | - Cristian Magno 15' - Kouloumbris 16' - Kokkinos 20' - Felipinho 29' 36' 38' - Arsan 30' (a.g.) | Reporte   | - 1' (a.g.) Panagi - 18' Pritchard - 19' M. Williams - 26' Rogers | Árbitro(s): David Glavonjic Barry Weijers | Árbitro(s): David Glavonjic Barry Weijers |

| 24 de agosto de 2017, 18:30 | FC Leo                                                                                | 7:0 (4:0) | Classic Chişinău | Kitio Sports Hall, Lárnaca                        |                                                   |
|                             | - Vardanyan 6' - Radovanović 16' 17' 18' 24' - Martirosyan-Friesen 38' - Sargsyan 40' | Reporte   |                  | Árbitro(s): Zyl Robert Fred Sheriff Iurii Neverov | Árbitro(s): Zyl Robert Fred Sheriff Iurii Neverov |

| 26 de agosto de 2017, 15:30 | Wrexham   | 1:3 (1:1) | FC Leo                             | Kitio Sports Hall, Lárnaca                          |                                                     |
|                             | - Hesp 7' | Reporte   | - 18' Vardanyan - 22' 37' Sargsyan | Árbitro(s): Zyl Robert Fred Sheriff David Glavonjic | Árbitro(s): Zyl Robert Fred Sheriff David Glavonjic |

| 26 de agosto de 2017, 18:30 | Classic Chişinău        | 2:10 (2:4) | Anorthosis Famagusta                                                                        | Kitio Sports Hall, Lárnaca              |                                         |
|                             | - Negara 8' - Ciopa 17' | Reporte    | - 1' 27' Felipinho - 6' 20' 28' Kouppari - 16' 253' 29' Kouloumbris - 39' (pen.) 40' Panagi | Árbitro(s): Barry Weijers Iurii Neverov | Árbitro(s): Barry Weijers Iurii Neverov |

### Grupo G
Sede: Svendborg,  Dinamarca
| Equipo               | Pts | PJ | PG | PE | PP | GF | GC | Dif |
| -------------------- | --- | -- | -- | -- | -- | -- | -- | --- |
| Rekord Bielsko-Biała | 9   | 3  | 3  | 0  | 0  | 30 | 6  | +24 |
| København            | 6   | 3  | 2  | 0  | 1  | 18 | 15 | +3  |
| Doukas SAC           | 3   | 3  | 1  | 0  | 2  | 9  | 11 | -2  |
| Belfast United       | 0   | 3  | 0  | 0  | 3  | 11 | 36 | -25 |

| 23 de agosto de 2017, 12:00 | BTS Rekord Bielsko-Biała | 20:3 (12:1) | Belfast United                                  | Idrætscenter, Svendborg                     |                                             |
|                             | - Seidler 1' 9' - O. Bondar 4' 11' - Surmiak 9' 15' - Marek 11' 37' - Budniak 12' 24' 31' - Kubik 17' - Gąsior 23' - Biel 27' - Janovský 28' - Franz 39' 40' | Reporte     | - 3' Lalor - 25' Glenholmes - 33' (pen.) Millar | Árbitro(s): Victor Berg-Audic Chiara Perona | Árbitro(s): Victor Berg-Audic Chiara Perona |

| 23 de agosto de 2017, 14:30 | København                                                               | 5:3 (0:1) | Doukas SAC                                      | Idrætscenter, Svendborg                     |                                             |
|                             | - Benmoumou 25' - Hoffmann 29' - Christoffersen 30' 35' - Johansson 32' | Reporte   | - 16' Karavidas - 23' Stavrakopoulos - 24' Pett | Árbitro(s): Trayan Enchev Christos Christou | Árbitro(s): Trayan Enchev Christos Christou |

| 24 de agosto de 2017, 12:00 | Doukas SAC | 0:4 (0:2) | BTS Rekord Bielsko-Biała                              | Idrætscenter, Svendborg                 |                                         |
|                             |            | Reporte   | - 8' O. Bondar - 12' Seidler - 38' Kałuża - 40' Franz | Árbitro(s): Chiara Perona Trayan Enchev | Árbitro(s): Chiara Perona Trayan Enchev |

| 24 de agosto de 2017, 14:30 | København | 10:6 (3:1) | Belfast United                                                        | Idrætscenter, Svendborg                         |                                                 |
|                             | - Ajanne 4' 27' - Johansson 7' 16' - Darraji 23' - Scott Rasmussen 25' - Bickersteth 26' 37' - Hoffmann 30' - Al-Faour 40' (pen.) | Reporte    | - 12' 23' Gunn - 30' 31' (d.p.) Glenholmes - 32' Colligan - 40' Lalor | Árbitro(s): Christos Christou Victor Berg-Audic | Árbitro(s): Christos Christou Victor Berg-Audic |

| 26 de agosto de 2017, 17:00 | Belfast United                      | 2:6 (0:5) | Doukas SAC                                                | Idrætscenter, Svendborg                 |                                         |
|                             | - Magee 27' - Glenholmes 33' (d.p.) | Reporte   | - 1' 16' 17' 19' Pett - 20' Karavidas - 38' Asimakopoulos | Árbitro(s): Trayan Enchev Chiara Perona | Árbitro(s): Trayan Enchev Chiara Perona |

| 26 de agosto de 2017, 19:30 | BTS Rekord Bielsko-Biała                        | 6:3 (3:0) | København                                           | Idrætscenter, Svendborg                         |                                                 |
|                             | - Seidler 4' 5' 24' 35' - Kubik 13' - Marek 26' | Reporte   | - 22' Johansson - 25' Hoffmann - 37' Christoffersen | Árbitro(s): Victor Berg-Audic Christos Christou | Árbitro(s): Victor Berg-Audic Christos Christou |

### Grupo H
Sede: Tromsø,  Noruega
| Equipo             | Pts | PJ | PG | PE | PP | GF | GC | Dif |
| ------------------ | --- | -- | -- | -- | -- | -- | -- | --- |
| ZVV't Knooppunt    | 9   | 3  | 3  | 0  | 0  | 16 | 8  | +8  |
| Levski Sofia Zapad | 4   | 3  | 1  | 1  | 1  | 9  | 4  | +5  |
| Sjarmtrollan IL    | 4   | 3  | 1  | 1  | 1  | 8  | 9  | -1  |
| TMT Futsal Club    | 0   | 3  | 0  | 0  | 3  | 4  | 16 | -12 |

| 23 de agosto de 2017, 17:00 | Levski Sofia Zapad                                     | 6:0 (2:0) | TMT Futsal Club | Tromsøhallen, Tromsø                   |                                        |
|                             | - Kostov 2' 10' 33' - Baharov 30' - Koychev 32' (pen.) | Reporte   |                 | Árbitro(s): Elchin Samadli Carl Hughes | Árbitro(s): Elchin Samadli Carl Hughes |

| 23 de agosto de 2017, 19:30 | Sjarmtrollan IL                                           | 4:6 (1:2) | ZVV't Knooppunt                                                                                 | Tromsøhallen, Tromsø                               |                                                    |
|                             | - Simonsen 13' - Fossli 37' - Allertsen 40' - Arntzen 40' | Reporte   | - 12' Attaibi - 15' 34' Ceyar - 27' (a.g.) Simonsen - 29' Oulad Ben Youssef - 34' Adil Zouthane | Árbitro(s): Vladan Radulović Raquel González Ruano | Árbitro(s): Vladan Radulović Raquel González Ruano |

| 24 de agosto de 2017, 17:00 | ZVV't Knooppunt                    | 3:2 (2:2) | Levski Sofia Zapad      | Tromsøhallen, Tromsø                             |                                                  |
|                             | - Ceyar 8' 23' - Adil Zouthane 20' | Reporte   | - 8' Petev - 19' Shutev | Árbitro(s): Raquel González Ruano Elchin Samadli | Árbitro(s): Raquel González Ruano Elchin Samadli |

| 24 de agosto de 2017, 19:30 | Sjarmtrollan IL                  | 3:2 (2:0) | TMT Futsal Club           | Tromsøhallen, Tromsø                     |                                          |
|                             | - Vucenovic 1' 12' - Johnsen 34' | Reporte   | - 24' Finlay - 27' Andrew | Árbitro(s): Carl Hughes Vladan Radulović | Árbitro(s): Carl Hughes Vladan Radulović |

| 26 de agosto de 2017, 11:00 | TMT Futsal Club              | 2:7 (1:5) | ZVV't Knooppunt                                                                       | Tromsøhallen, Tromsø                   |                                        |
|                             | - Mcgill 20' - Mcdonnell 36' | Reporte   | - 3' Adil Zouthane - 11' 21' Attaibi - 16' Ouaddouh - 16' Bouzit - 31' van Maasbommel | Árbitro(s): Elchin Samadli Carl Hughes | Árbitro(s): Elchin Samadli Carl Hughes |

| 26 de agosto de 2017, 13:30 | Levski Sofia Zapad | 1:1 (0:1) | Sjarmtrollan IL | Tromsøhallen, Tromsø                               |                                                    |
|                             | - Dimitrov 36'     | Reporte   | - 6' Schjetne   | Árbitro(s): Raquel González Ruano Vladan Radulović | Árbitro(s): Raquel González Ruano Vladan Radulović |

## Ronda Principal
- Los horarios corresponden al horario de verano europeo (UTC+2).

### Ruta A

#### Grupo 1
Sede: Minsk,  Bielorrusia
| Equipo         | Pts | PJ | PG | PE | PP | GF | GC | Dif |
| -------------- | --- | -- | -- | -- | -- | -- | -- | --- |
| Stalitsa Minsk | 9   | 3  | 3  | 0  | 0  | 16 | 10 | +6  |
| Kairat Almaty  | 6   | 3  | 2  | 0  | 1  | 15 | 8  | +7  |
| Pescara        | 3   | 3  | 1  | 0  | 2  | 10 | 14 | -4  |
| Dinamo Moscú   | 0   | 3  | 0  | 0  | 3  | 8  | 17 | -9  |

| 11 de octubre de 2017, 18:15 | Kairat Almaty                                                            | 5:1 (2:1) | Pescara                | Sports Hall SCA, Minsk                      |                                             |
|                              | - Douglas Junior 3' 10' - Dróth 26' - Alexandre Moraes 27' - Higuita 33' | Reporte   | - 20' (d.p.) Cuzzolino | Árbitro(s): Javier Moreno Reina Daniel Deca | Árbitro(s): Javier Moreno Reina Daniel Deca |

| 11 de octubre de 2017, 20:45 | Stalitsa Minsk                                                                            | 5:3 (1:1) | Dinamo Moscú                   | Sports Hall SCA, Minsk                    |                                           |
|                              | - Bruno Santiago 13' - Chernik 36' - Gorbenko 37' - Mykhailo Grytsyna 39' - Olshevski 40' | Reporte   | - 13' 35' Orlov - 32' Poglazov | Árbitro(s): Costas Nicolaou Toni Lehtinen | Árbitro(s): Costas Nicolaou Toni Lehtinen |

| 12 de octubre de 2017, 17:00 | Dinamo Moscú             | 2:7 (1:2) | Kairat Almaty                                               | Sports Hall SCA, Minsk                  |                                         |
|                              | - Karpiuk 9' - Orlov 35' | Reporte   | - 10' 11' 33' Taynan - 23' 36' Tayebi - 29' 40' Yesenamanov | Árbitro(s): Daniel Deca Costas Nicolaou | Árbitro(s): Daniel Deca Costas Nicolaou |

| 12 de octubre de 2017, 19:30 | Stalitsa Minsk                                                                     | 6:4 (3:1) | Pescara                                    | Sports Hall SCA, Minsk                        |                                               |
|                              | - Bruno Santiago 3' 20' - Scherbich 18' - Mykola Grytsyna 32' - Korolyshyn 37' 38' | Reporte   | - 19' 35' Rosa - 29' Borruto - 40' Morgado | Árbitro(s): Toni Lehtinen Javier Moreno Reina | Árbitro(s): Toni Lehtinen Javier Moreno Reina |

| 14 de octubre de 2017, 10:00 | Pescara                                                       | 5:3 (3:2) | Dinamo Moscú                                  | Sports Hall SCA, Minsk                          |                                                 |
|                              | - Fernandão 7' 13' - Rescia 17' - Cuzzolino 22' - Morgado 30' | Reporte   | - 13' Orlov - 15' (a.g.) Caputo - 33' Karpiuk | Árbitro(s): Costas Nicolaou Javier Moreno Reina | Árbitro(s): Costas Nicolaou Javier Moreno Reina |

| 14 de octubre de 2017, 12:20 | Kairat Almaty                       | 3:5 (1:0) | Stalitsa Minsk                                                                         | Sports Hall SCA, Minsk                |                                       |
|                              | - Yesenamanov 14' 24' - Da Rosa 23' | Reporte   | - 26' Lazyuk - 26' Bruno Santiago - 38' Mykola Grytsyna - 39' Chernik - 40' Korolyshyn | Árbitro(s): Toni Lehtinen Daniel Deca | Árbitro(s): Toni Lehtinen Daniel Deca |

#### Grupo 2
Sede: Máribor,  Eslovenia
| Equipo            | Pts | PJ | PG | PE | PP | GF | GC | Dif |
| ----------------- | --- | -- | -- | -- | -- | -- | -- | --- |
| Movistar Inter    | 9   | 3  | 3  | 0  | 0  | 12 | 2  | +10 |
| Dina Moscú        | 6   | 3  | 2  | 0  | 1  | 7  | 7  | 0   |
| Sporting de Braga | 3   | 3  | 1  | 0  | 2  | 5  | 8  | -3  |
| Brezje Maribor    | 0   | 3  | 0  | 0  | 3  | 5  | 12 | -7  |

| 11 de octubre de 2017, 17:30 | Movistar Inter                                             | 4:1 (2:0) | Sporting de Braga | Sport Hall Tabor, Máribor                    |                                              |
|                              | - Ricardinho 6' - Ortiz 12' - Solano León 32' - Gadeia 37' | Reporte   | - 29' (a.g.) Pola | Árbitro(s): David Schaerli Andrzej Witkowski | Árbitro(s): David Schaerli Andrzej Witkowski |

| 11 de octubre de 2017, 20:00 | Brezje Maribor             | 2:5 (1:1) | Dina Moscú                                                       | Sport Hall Tabor, Máribor               |                                         |
|                              | - Rednak 15' - Horvath 35' | Reporte   | - 19' 37' Razorenov - 24' Pogorelov - 25' Krylov - 38' Razuvanov | Árbitro(s): Cédric Pelissier Jan Kresta | Árbitro(s): Cédric Pelissier Jan Kresta |

| 12 de octubre de 2017, 17:30 | Dina Moscú | 0:4 (0:1) | Movistar Inter                              | Sport Hall Tabor, Máribor                      |                                                |
|                              |            | Reporte   | - 15' 22' Elisandro - 34' Pola - 35' Gadeia | Árbitro(s): Andrzej Witkowski Cédric Pelissier | Árbitro(s): Andrzej Witkowski Cédric Pelissier |

| 12 de octubre de 2017, 20:00 | Brezje Maribor             | 2:3 (1:1) | Sporting de Braga                       | Sport Hall Tabor, Máribor             |                                       |
|                              | - Rednak 13' - Kroflič 35' | Reporte   | - 1' Marinho - 37' Cássio - 40' Machado | Árbitro(s): Jan Kresta David Schaerli | Árbitro(s): Jan Kresta David Schaerli |

| 14 de octubre de 2017, 17:30 | Sporting de Braga | 1:2 (1:0) | Dina Moscú                          | Sport Hall Tabor, Máribor               |                                         |
|                              | - Marinho 10'     | Reporte   | - 29' (a.g.) Cintra - 36' Razuvanov | Árbitro(s): Cédric Pelissier Jan Kresta | Árbitro(s): Cédric Pelissier Jan Kresta |

| 14 de octubre de 2017, 20:00 | Movistar Inter                                  | 4:1 (1:0) | Brezje Maribor | Sport Hall Tabor, Máribor                    |                                              |
|                              | - Rafael 16' - Solano 23' - Pola 29' - Bebe 38' | Reporte   | - 22' Kroflič  | Árbitro(s): Andrzej Witkowski David Schaerli | Árbitro(s): Andrzej Witkowski David Schaerli |

#### Grupo 3
Sede: Kragujevac,  Serbia
| Equipo               | Pts | PJ | PG | PE | PP | GF | GC | Dif |
| -------------------- | --- | -- | -- | -- | -- | -- | -- | --- |
| Sporting de Portugal | 9   | 3  | 3  | 0  | 0  | 15 | 4  | +11 |
| KMF Ekonomac         | 6   | 3  | 2  | 0  | 1  | 8  | 6  | +2  |
| Prodexim Kherson     | 3   | 3  | 1  | 0  | 2  | 7  | 11 | -4  |
| Nikars Riga          | 0   | 3  | 0  | 0  | 3  | 4  | 13 | -9  |

| 11 de octubre de 2017, 18:00 | Sporting de Portugal                                 | 5:1 (3:0) | Prodeksim Jersón | Jezero Hall, Kragujevac            |                                    |
|                              | - Pedro Cary 5' - Fortino 13' 20' - Cavinato 21' 22' | Reporte   | - 39' Volianiuk  | Árbitro(s): Tarik Keco Juan Boelen | Árbitro(s): Tarik Keco Juan Boelen |

| 11 de octubre de 2017, 20:30 | KMF Ekonomac               | 2:1 (0:0) | Nikars Riga   | Jezero Hall, Kragujevac                        |                                                |
|                              | - Thales 22' - Saiotti 40' | Reporte   | - 26' Rodrigo | Árbitro(s): Gerald Bauernfeind Fredric Nilholt | Árbitro(s): Gerald Bauernfeind Fredric Nilholt |

| 12 de octubre de 2017, 18:00 | Nikars Riga      | 1:7 (0:3) | Sporting de Portugal                                                                                      | Jezero Hall, Kragujevac                    |                                            |
|                              | - J. Pastars 39' | Reporte   | - 12' João Matos - 13' Pedro Cary - 18' 34' Cavinato - 31' Edgar Varela - 32' Dieguinho - 37' Pany Varela | Árbitro(s): Juan Boelen Gerald Bauernfeind | Árbitro(s): Juan Boelen Gerald Bauernfeind |

| 12 de octubre de 2017, 20:30 | KMF Ekonomac                                   | 4:2 (3:1) | Prodeksim Jersón          | Jezero Hall, Kragujevac                |                                        |
|                              | - Saiotti 1' 23' - Rajčević 8' - Matijević 18' | Reporte   | - 7' Fumasa - 33' Chudnov | Árbitro(s): Fredric Nilholt Tarik Keco | Árbitro(s): Fredric Nilholt Tarik Keco |

| 14 de octubre de 2017, 18:00 | Prodeksim Jersón                               | 4:2 (1:0) | Nikars Riga                      | Jezero Hall, Kragujevac                    |                                            |
|                              | - Fumasa 10' 26' - Volianiuk 37' - Chudnov 38' | Reporte   | - 36' Matjušenko - 40' Avanesovs | Árbitro(s): Gerald Bauernfeind Juan Boelen | Árbitro(s): Gerald Bauernfeind Juan Boelen |

| 14 de octubre de 2017, 20:30 | Sporting de Portugal                        | 3:2 (1:1) | KMF Ekonomac              | Jezero Hall, Kragujevac                |                                        |
|                              | - João Matos 16' - Cavinato 26' - Diogo 36' | Reporte   | - 14' Pršić - 40' Saiotti | Árbitro(s): Tarik Keco Fredric Nilholt | Árbitro(s): Tarik Keco Fredric Nilholt |

#### Grupo 4
Sede: Padua,  Italia
| Equipo             | Pts | PJ | PG | PE | PP | GF | GC | Dif |
| ------------------ | --- | -- | -- | -- | -- | -- | -- | --- |
| FC Barcelona Lassa | 7   | 3  | 2  | 1  | 0  | 12 | 3  | +9  |
| Luparense          | 5   | 3  | 1  | 2  | 0  | 10 | 5  | +5  |
| Győri ETO          | 3   | 3  | 1  | 0  | 2  | 6  | 10 | -10 |
| Era-Pack Chrudim   | 1   | 3  | 0  | 1  | 2  | 6  | 10 | -4  |

| 11 de octubre de 2017, 18:00 | FC Barcelona Lassa                                                                                     | 7:0 (2:0) | Győri ETO | Kioene Arena, Padua                           |                                               |
|                              | - Adolfo 7' - Dyego 19' - Esquerdinha 23' - Ferrao 26' - Leo Santana 37' 39' - Fábio Aguiar 38' (a.g.) | Reporte   |           | Árbitro(s): Vitali Rakutski Eduards Fatkulins | Árbitro(s): Vitali Rakutski Eduards Fatkulins |

| 11 de octubre de 2017, 20:30 | Luparense         | 2:2 (1:1) | Era-Pack Chrudim              | Kioene Arena, Padua                       |                                           |
|                              | - Honorio 14' 22' | Reporte   | - 20' Koudelka - 38' D. Drozd | Árbitro(s): Admir Zahovič Ruben Guerreiro | Árbitro(s): Admir Zahovič Ruben Guerreiro |

| 12 de octubre de 2017, 18:00 | Era-Pack Chrudim | 0:2 (0:0) | FC Barcelona Lassa          | Kioene Arena, Padua                         |                                             |
|                              |                  | Reporte   | - 31' Ferrao - 33' Joselito | Árbitro(s): Eduards Fatkulins Admir Zahovič | Árbitro(s): Eduards Fatkulins Admir Zahovič |

| 12 de octubre de 2017, 20:30 | Luparense                                                            | 5:0 (1:0) | Győri ETO | Kioene Arena, Padua                         |                                             |
|                              | - Novaes De Souza 10' 36' - Honorio 21' - Taborda 34' - Miarelli 38' | Reporte   |           | Árbitro(s): Ruben Guerreiro Vitali Rakutski | Árbitro(s): Ruben Guerreiro Vitali Rakutski |

| 14 de octubre de 2017, 18:00 | Győri ETO                                                                 | 6:4 (1:2) | Era-Pack Chrudim                           | Kioene Arena, Padua                       |                                           |
|                              | - Juanra 4' - Fábio Aguiar 22' 32' - Álex 27' 37' - González Martínez 30' | Reporte   | - 11' 23' Rešetár - 13' Max - 33' Slováček | Árbitro(s): Admir Zahovič Vitali Rakutski | Árbitro(s): Admir Zahovič Vitali Rakutski |

| 14 de octubre de 2017, 20:30 | FC Barcelona Lassa                  | 3:3 (2:3) | Luparense                                              | Kioene Arena, Padua                           |                                               |
|                              | - Esquerdinha 7' 19' - Joselito 38' | Reporte   | - 13' Taborda - 18' Bueno Ardite - 19' Novaes De Souza | Árbitro(s): Ruben Guerreiro Eduards Fatkulins | Árbitro(s): Ruben Guerreiro Eduards Fatkulins |

### Ruta B

#### Grupo 5
Sede: Zagreb,  Croacia
| Equipo          | Pts | PJ | PG | PE | PP | GF | GC | Dif |
| --------------- | --- | -- | -- | -- | -- | -- | -- | --- |
| Nacional Zagreb | 9   | 3  | 3  | 0  | 0  | 18 | 6  | +12 |
| FC Leo          | 4   | 3  | 1  | 1  | 1  | 11 | 13 | -2  |
| Liburni Gjakovë | 3   | 3  | 1  | 0  | 2  | 15 | 18 | -3  |
| Garges Djibson  | 1   | 3  | 0  | 1  | 2  | 9  | 16 | -7  |

| 12 de octubre de 2017, 18:00 | Garges Djibson                                | 4:6 (2:4) | Liburni Gjakovë                                  | Dom Sportova, Zagreb                              |                                                   |
|                              | - Kebe 2' - Mendy 12' 30' - De Sa Andrade 26' | Reporte   | - 6' Alaj - 7' 8' 14' 37' Selmanaj - 28' Mejzini | Árbitro(s): Nicola Manzione Talgat Kosmukhambetov | Árbitro(s): Nicola Manzione Talgat Kosmukhambetov |

| 12 de octubre de 2017, 20:30 | Nacional Zagreb                                                       | 4:1 (3:0) | FC Leo          | Dom Sportova, Zagreb                     |                                          |
|                              | - Pereverzev 9' (a.g.) - Pereira Junior 17' - Matheus 20' - Gomes 40' | Reporte   | - 22' Mashumyan | Árbitro(s): Swen Eichler Simon Todorovič | Árbitro(s): Swen Eichler Simon Todorovič |

| 13 de octubre de 2017, 18:00 | FC Leo                                         | 4:4 (1:1) | Garges Djibson                                         | Dom Sportova, Zagreb                           |                                                |
|                              | - Mashumyan 8' - Janjić 33' 38' - Galstyan 39' | Reporte   | - 8' Kebe - 30' N'Gala - 31' Mendy - 35' De Sa Andrade | Árbitro(s): Talgat Kosmukhambetov Swen Eichler | Árbitro(s): Talgat Kosmukhambetov Swen Eichler |

| 13 de octubre de 2017, 20:30 | Nacional Zagreb                                                              | 8:4 (3:1) | Liburni Gjakovë                                | Dom Sportova, Zagreb                        |                                             |
|                              | - Puertas 10' 19' - Gomes 15' 24' - Soares 21' - Matan 34' 36' - Matheus 37' | Reporte   | - 13' 22' Mejzini - 36' Dobroshi - 39' Alibegu | Árbitro(s): Simon Todorovič Nicola Manzione | Árbitro(s): Simon Todorovič Nicola Manzione |

| 15 de octubre de 2017, 18:00 | Liburni Gjakovë                                                    | 5:6 (2:1) | FC Leo                                                              | Dom Sportova, Zagreb                              |                                                   |
|                              | - Alaj 5' - Prenrecaj 15' - Alibegu 25' - Mejzini 26' - Qerimi 37' | Reporte   | - 15' Janjić - 22' 39' Nasibyan - 31' Vardanyan - 35' 38' Mashumyan | Árbitro(s): Simon Todorovič Talgat Kosmukhambetov | Árbitro(s): Simon Todorovič Talgat Kosmukhambetov |

| 15 de octubre de 2017, 20:30 | Garges Djibson     | 1:6 (1:1) | Nacional Zagreb                                                        | Dom Sportova, Zagreb                     |                                          |
|                              | - De Sa Andrade 6' | Reporte   | - 20' Puertas - 23' 24' Postružin - 25' 38' Gomes - 28' Pereira Junior | Árbitro(s): Nicola Manzione Swen Eichler | Árbitro(s): Nicola Manzione Swen Eichler |

#### Grupo 6
Sede: Bratislava,  Eslovaquia
| Equipo                | Pts | PJ | PG | PE | PP | GF | GC | Dif |
| --------------------- | --- | -- | -- | -- | -- | -- | -- | --- |
| ZVV't Knooppunt       | 6   | 3  | 2  | 0  | 1  | 10 | 7  | +3  |
| Slov-Matic Bratislava | 6   | 3  | 2  | 0  | 1  | 16 | 8  | +8  |
| Rekord Bielsko-Biała  | 3   | 3  | 1  | 0  | 2  | 4  | 8  | -4  |
| STU Telasi            | 3   | 3  | 1  | 0  | 2  | 2  | 9  | -7  |

| 10 de octubre de 2017, 17:30 | STU Telasi                        | 2:1 (1:0) | ZVV't Knooppunt | Inter Hala Pasienky, Bratislava                   |                                                   |
|                              | - Nikvashvili 15' - Kakabadze 22' | Reporte   | - 23' Attaibi   | Árbitro(s): Vladimir Kadykov Antonios Adamopoulos | Árbitro(s): Vladimir Kadykov Antonios Adamopoulos |

| 10 de octubre de 2017, 20:00 | Slov-Matic Bratislava                     | 5:2 (3:2) | BTS Rekord Bielsko-Biała | Inter Hala Pasienky, Bratislava            |                                            |
|                              | - Záruba 5' 8' - Kozár 6' - Bahna 21' 33' | Reporte   | - 7' 19' Popławski       | Árbitro(s): Damir Radović Yaroslav Vovchok | Árbitro(s): Damir Radović Yaroslav Vovchok |

| 11 de octubre de 2017, 17:30 | BTS Rekord Bielsko-Biała | 1:0 (1:0) | STU Telasi | Inter Hala Pasienky, Bratislava               |                                               |
|                              | - Kubik 17'              | Reporte   |            | Árbitro(s): Yaroslav Vovchok Vladimir Kadykov | Árbitro(s): Yaroslav Vovchok Vladimir Kadykov |

| 11 de octubre de 2017, 20:00 | Slov-Matic Bratislava          | 4:6 (1:2) | ZVV't Knooppunt                                                                       | Inter Hala Pasienky, Bratislava                |                                                |
|                              | - Rick 15' 24' - Haľko 30' 34' | Reporte   | - 4' Bouzit - 20' 36' Ouaddouh - 23' Attaibi - 25' Adil Zouthane - 39' van Maasbommel | Árbitro(s): Antonios Adamopoulos Damir Radović | Árbitro(s): Antonios Adamopoulos Damir Radović |

| 13 de octubre de 2017, 17:30 | ZVV't Knooppunt                  | 3:1 (1:1) | BTS Rekord Bielsko-Biała | Inter Hala Pasienky, Bratislava                   |                                                   |
|                              | - Attaibi 10' 35' - Ouaddouh 33' | Reporte   | - 19' Seidler            | Árbitro(s): Antonios Adamopoulos Yaroslav Vovchok | Árbitro(s): Antonios Adamopoulos Yaroslav Vovchok |

| 13 de octubre de 2017, 20:00 | STU Telasi | 0:7 (0:3) | Slov-Matic Bratislava                                        | Inter Hala Pasienky, Bratislava            |                                            |
|                              |            | Reporte   | - 12' 37' Zdráhal - 16' Péchy - 18' 31' Rick - 29' 30' Bahna | Árbitro(s): Vladimir Kadykov Damir Radović | Árbitro(s): Vladimir Kadykov Damir Radović |

#### Grupo 7
Sede: Raahe,  Finlandia
| Equipo          | Pts | PJ | PG | PE | PP | GF | GC | Dif |
| --------------- | --- | -- | -- | -- | -- | -- | -- | --- |
| Halle-Gooik     | 9   | 3  | 3  | 0  | 0  | 16 | 0  | +16 |
| Sievi Futsal    | 4   | 3  | 1  | 1  | 1  | 6  | 10 | -4  |
| Jahn Regensburg | 3   | 3  | 1  | 0  | 2  | 6  | 15 | -9  |
| Minerva         | 1   | 3  | 0  | 1  | 2  | 5  | 8  | -3  |

| 11 de octubre de 2017, 15:30 | Halle-Gooik                                                     | 8:0 (1:0) | Minerva | Raahe Sports Hall, Raahe               |                                        |
|                              | - Leo 8' 28' 39' - Bissoni 25' - Leitão 29' 31' 33' - Rahou 36' | Reporte   |         | Árbitro(s): Borislav Kolev Peter Nurse | Árbitro(s): Borislav Kolev Peter Nurse |

| 11 de octubre de 2017, 18:00 | Sievi Futsal                          | 2:2 (1:0) | Jahn Regensburg              | Raahe Sports Hall, Raahe                  |                                           |
|                              | - Väinälä 19' - Jaakko Alasuutari 39' | Reporte   | - 24' Hasso - 30' Marquinhos | Árbitro(s): Ozan Soykan Grigori Zelentsov | Árbitro(s): Ozan Soykan Grigori Zelentsov |

| 12 de octubre de 2017, 15.30 | Jahn Regensburg | 0:6 (0:1) | Halle-Gooik                                                       | Raahe Sports Hall, Raahe            |                                     |
|                              |                 | Reporte   | - 3' Leitão - 27' 40' Rahou - 31' Carpes - 36' Teixeira - 39' Leo | Árbitro(s): Peter Nurse Ozan Soykan | Árbitro(s): Peter Nurse Ozan Soykan |

| 12 de octubre de 2017, 18:00 | Sievi Futsal                           | 3:4 (2:2) | Minerva                                                      | Raahe Sports Hall, Raahe                     |                                              |
|                              | - Väinälä 13' 39' - Buckson 16' (a.g.) | Reporte   | - 5' Machado - 19' Buckson - 23' Marcoyannakis - 35' Santona | Árbitro(s): Grigori Zelentsov Borislav Kolev | Árbitro(s): Grigori Zelentsov Borislav Kolev |

| 14 de octubre de 2017, 12:30 | Minerva                             | 2:4 (1:1) | Jahn Regensburg                                               | Raahe Sports Hall, Raahe                  |                                           |
|                              | - Maksutaj 20' (d.p.) - Machado 24' | Reporte   | - 19' 22' Marquinhos - 29' Andre Caro - 37' Douglas Neutzling | Árbitro(s): Grigori Zelentsov Peter Nurse | Árbitro(s): Grigori Zelentsov Peter Nurse |

| 14 de octubre de 2017, 15:00 | Halle-Gooik                | 2:0 (1:0) | Sievi Futsal | Raahe Sports Hall, Raahe               |                                        |
|                              | - Cordier 13' - Leitão 39' | Reporte   |              | Árbitro(s): Borislav Kolev Ozan Soykan | Árbitro(s): Borislav Kolev Ozan Soykan |

#### Grupo 8
Sede: Deva,  Rumania
| Equipo            | Pts | PJ | PG | PE | PP | GF | GC | Dif |
| ----------------- | --- | -- | -- | -- | -- | -- | -- | --- |
| Autobergamo Deva  | 6   | 3  | 2  | 0  | 1  | 13 | 8  | +5  |
| Araz Naxçivan     | 6   | 3  | 2  | 0  | 1  | 14 | 12 | +2  |
| Luxol St. Andrews | 3   | 3  | 1  | 0  | 2  | 11 | 13 | -2  |
| Mostar Stari Grad | 3   | 3  | 1  | 0  | 2  | 7  | 12 | -5  |

| 11 de octubre de 2017, 15:30 | Araz Naxçivan                                                        | 5:2 (3:1) | Mostar Stari Grad         | Deva Sports Hall, Deva                    |                                           |
|                              | - Bolinha 1' - Baghirov 16' - Da Silva Gaiewski 20' 26' - Atayev 21' | Reporte   | - 15' Vesić - 35' Aladžić | Árbitro(s): Tomasz Frak Kirill Naishouler | Árbitro(s): Tomasz Frak Kirill Naishouler |

| 11 de octubre de 2017, 18:00 | Autobergamo Deva                                                        | 5:2 (3:0) | Luxol St. Andrews   | Deva Sports Hall, Deva                        |                                               |
|                              | - Stoica 8' - F. Matei 10' - M. Matei 11' - A. Csoma 22' - A. Csoma 26' | Reporte   | - 24' 35' Rogerinho | Árbitro(s): Ibrahim El Jilali Shota Kukhilava | Árbitro(s): Ibrahim El Jilali Shota Kukhilava |

| 12 de octubre de 2017, 15:30 | Luxol St. Andrews                            | 4:6 (2:1) | Araz Naxçivan                                         | Deva Sports Hall, Deva                          |                                                 |
|                              | - Penava 10' 32' - Autio 11' - Rogerinho 26' | Reporte   | - 20' 23' 29' 39' Maikinho - 35' Vilela - 39' Bolinha | Árbitro(s): Kirill Naishouler Ibrahim El Jilali | Árbitro(s): Kirill Naishouler Ibrahim El Jilali |

| 12 de octubre de 2017, 18:00 | Autobergamo Deva              | 2:3 (0:2) | Mostar Stari Grad             | Deva Sports Hall, Deva                  |                                         |
|                              | - M. Matei 24' - A. Csoma 39' | Reporte   | - 7' 24' Hrkač - 16' Bošković | Árbitro(s): Shota Kukhilava Tomasz Frak | Árbitro(s): Shota Kukhilava Tomasz Frak |

| 14 de octubre de 2017, 15:30 | Mostar Stari Grad         | 2:5 (1:1) | Luxol St. Andrews                                                           | Deva Sports Hall, Deva                        |                                               |
|                              | - Aladžić 13' - Hrkač 26' | Reporte   | - 19' Răducu - 30' Vuković - 34' Autio - 35' Penava - 38' (d.p.) Despotović | Árbitro(s): Shota Kukhilava Kirill Naishouler | Árbitro(s): Shota Kukhilava Kirill Naishouler |

| 14 de octubre de 2017, 18:00 | Araz Naxçivan                             | 3:6 (1:3) | Autobergamo Deva                                             | Deva Sports Hall, Deva                    |                                           |
|                              | - Vilela 8' - Bolinha 31' - Chovdarov 39' | Reporte   | - 6' 19' 39' F. Matei - 18' Ignat - 24' Panzaru - 38' Toniţa | Árbitro(s): Tomasz Frak Ibrahim El Jilali | Árbitro(s): Tomasz Frak Ibrahim El Jilali |

## Ronda Élite
El sorteo de la ronda élite se celebró el 19 de octubre de 2017, a las 13:30 CEST, en la sede de la UEFA en Nyon, Suiza. Los 16 equipos se dividieron en cuatro grupos de cuatro equipos, que contenían un campeón de grupo de la ruta A (posición de cabeza de serie 1), un subcampeón de grupo de la ruta A (posición de cabeza de serie 1) y dos equipos que eran terceros clasificados de grupo de la ruta A o campeones de grupo de la Ruta B (posiciones de cabeza de serie 3 y 4). Primero, los cuatro equipos que fueron preseleccionados como anfitriones fueron sorteados desde su propio bombo y asignados a sus respectivos grupos según sus posiciones de cabeza de serie. A continuación, los 12 equipos restantes se seleccionaron desde sus respectivos bombos y se asignaron de acuerdo con sus posiciones de cabeza de serie. Para los equipos (incluidos los anfitriones) ubicados en las posiciones de cabeza de serie 3 y 4, los cuatro primeros equipos sorteados ocuparon la posición 4 y los cuatro restantes la posición 3. Los campeones y subcampeones de un mismo grupo de la ruta A no podían ser sorteados en el mismo grupo, aunque el tercer clasificado podía quedar sorteado en el mismo grupo que el campeón y subcampeón de su grupo. No existió la protección de países, es decir, dos equipos del mismo país podían quedar ubicados en un mismo grupo. Debido a una decisión del Comité de Emergencia de la UEFA, los clubes de Ucrania y Rusia no pueden enfrentarse entre sí.
Los clubes cuyas ciudades serán sedes de algún grupo (A) serán escogidos previamente al sorteo que determinará la conformación de los grupos.
| Ronda Principal Ruta A | Ronda Principal Ruta A                    | Ronda Principal Ruta A                       | Ronda Principal Ruta A                                    |
| Grupos                 | Campeones (Posición de Cabeza de Serie 1) | Subcampeones (Posición de Cabeza de Serie 2) | Terceros clasificados (Posición de Cabeza de Serie 3 y 4) |
| ---------------------- | ----------------------------------------- | -------------------------------------------- | --------------------------------------------------------- |
| 1                      | Stalitsa Minsk                            | Kairat Almaty                                | Pescara (A)                                               |
| 2                      | Movistar Inter (A)                        | Dina Moscú                                   | Sporting de Braga                                         |
| 3                      | Sporting de Portugal (A)                  | KMF Ekonomac                                 | Prodeksim Jersón                                          |
| 4                      | FC Barcelona Lassa                        | Luparense                                    | Győri ETO (A)                                             |

| Ronda Principal Ruta B | Ronda Principal Ruta B                        |
| Grupos                 | Campeones (Posición de Cabeza de Serie 3 y 4) |
| ---------------------- | --------------------------------------------- |
| 5                      | Nacional Zagreb                               |
| 6                      | ZVV't Knooppunt                               |
| 7                      | Halle-Gooik                                   |
| 8                      | Autobergamo Deva                              |

- Los horarios corresponden al horario central europeo (UTC+1).

### Grupo A
Sede: Pescara,  Italia
| Equipo             | Pts | PJ | PG | PE | PP | GF | GC | Dif |
| ------------------ | --- | -- | -- | -- | -- | -- | -- | --- |
| FC Barcelona Lassa | 9   | 3  | 3  | 0  | 0  | 12 | 3  | +9  |
| KMF Ekonomac       | 6   | 3  | 2  | 0  | 1  | 17 | 9  | +8  |
| Pescara            | 3   | 3  | 1  | 0  | 2  | 13 | 9  | +4  |
| ZVV't Knooppunt    | 0   | 3  | 0  | 0  | 3  | 4  | 22 | -18 |

| 22 de noviembre de 2017, 17:30 | FC Barcelona Lassa                                                          | 6:0 (3:0) | ZVV't Knooppunt | Giovanni Paolo II, Pescara                       |                                                  |
|                                | - Leo Santana 11' - Ferrao 19' - Tolrà 19' - Aicardo 30' 36' - Joselito 40' | Reporte   |                 | Árbitro(s): Eduardo Fernandes Coelho Oleg Ivanov | Árbitro(s): Eduardo Fernandes Coelho Oleg Ivanov |

| 22 de noviembre de 2017, 20:00 | Pescara                     | 3:5 (2:1) | KMF Ekonomac                                                     | Giovanni Paolo II, Pescara             |                                        |
|                                | - Borruto 8' 17' - Saad 21' | Reporte   | - 18' Rnić - 31' Saiotti - 34' Borisov - 36' Rajčević - 38' Igor | Árbitro(s): Marc Birkett Admir Zahovič | Árbitro(s): Marc Birkett Admir Zahovič |

| 23 de noviembre de 2017, 17:30 | KMF Ekonomac              | 2:3 (1:1) | FC Barcelona Lassa                       | Giovanni Paolo II, Pescara                         |                                                    |
|                                | - Saiotti 1' - Thales 32' | Reporte   | - 10' Ferrao - 27' Adolfo - 35' Joselito | Árbitro(s): Admir Zahovič Eduardo Fernandes Coelho | Árbitro(s): Admir Zahovič Eduardo Fernandes Coelho |

| 23 de noviembre de 2017, 20:00 | Pescara                                                                          | 9:1 (3:1) | ZVV't Knooppunt | Giovanni Paolo II, Pescara           |                                      |
|                                | - Rescia 1' - Cuzzolino 3' 25' - Rosa 13' 30' - Romano 27' 40' - Borruto 32' 34' | Reporte   | - 11' Ceyar     | Árbitro(s): Oleg Ivanov Marc Birkett | Árbitro(s): Oleg Ivanov Marc Birkett |

| 25 de noviembre de 2017, 17:30 | ZVV't Knooppunt                     | 3:7 (0:4) | KMF Ekonomac                                                                         | Giovanni Paolo II, Pescara            |                                       |
|                                | - El Ghannouti 32' 40' - Bouzit 36' | Reporte   | - 2' Igor - 4' Kopanja - 8' Lazarević - 14' Rnić - 31' S. Ivanković - 38' 39' Thales | Árbitro(s): Oleg Ivanov Admir Zahovič | Árbitro(s): Oleg Ivanov Admir Zahovič |

| 25 de noviembre de 2017, 20:00 | FC Barcelona Lassa               | 3:1 (0:0) | Pescara      | Giovanni Paolo II, Pescara                        |                                                   |
|                                | - Dyego 22' 39' - Rafa López 23' | Reporte   | - 40' Rescia | Árbitro(s): Marc Birkett Eduardo Fernandes Coelho | Árbitro(s): Marc Birkett Eduardo Fernandes Coelho |

### Grupo B
Sede: Lisboa,  Portugal
| Equipo               | Pts | PJ | PG | PE | PP | GF | GC | Dif |
| -------------------- | --- | -- | -- | -- | -- | -- | -- | --- |
| Sporting de Portugal | 9   | 3  | 3  | 0  | 0  | 10 | 3  | +7  |
| Halle-Gooik          | 6   | 3  | 2  | 0  | 1  | 7  | 5  | +2  |
| Nacional Zagreb      | 3   | 3  | 1  | 0  | 2  | 5  | 8  | -3  |
| Dina Moscú           | 0   | 3  | 0  | 0  | 3  | 3  | 9  | -6  |

| 22 de noviembre de 2017, 14:30 | Dina Moscú                      | 2:3 (1:1) | Nacional Zagreb               | João Rocha, Lisboa                       |                                          |
|                                | - Razuvanov 14' - Razorenov 33' | Reporte   | - 17' 38' Matheus - 32' Gomes | Árbitro(s): Cédric Pelissier Tomasz Frak | Árbitro(s): Cédric Pelissier Tomasz Frak |

| 22 de noviembre de 2017, 17:00 | Sporting de Portugal                       | 3:2 (1:0) | Halle-Gooik                | João Rocha, Lisboa                   |                                      |
|                                | - Marcão 14' - Divanei 25' - Caio Japa 32' | Reporte   | - 37' Bissoni - 40' Leitão | Árbitro(s): Gábor Kovács Timo Onatsu | Árbitro(s): Gábor Kovács Timo Onatsu |

| 23 de noviembre de 2017, 19:00 | Halle-Gooik                    | 2:1 (0:1) | Dina Moscú      | João Rocha, Lisboa                   |                                      |
|                                | - Galan Carsi 24' - Leitão 28' | Reporte   | - 6' Starodubov | Árbitro(s): Tomasz Frak Gábor Kovács | Árbitro(s): Tomasz Frak Gábor Kovács |

| 23 de noviembre de 2017, 21:30 | Sporting de Portugal                             | 3:1 (1:0) | Nacional Zagreb | João Rocha, Lisboa                       |                                          |
|                                | - Fortino 15' - Pany Varela 27' - Pedro Cary 40' | Reporte   | - 38' Matheus   | Árbitro(s): Timo Onatsu Cédric Pelissier | Árbitro(s): Timo Onatsu Cédric Pelissier |

| 25 de noviembre de 2017, 15:30 | Nacional Zagreb | 1:3 (0:2) | Halle-Gooik                            | João Rocha, Lisboa                   |                                      |
|                                | - Puertas 39'   | Reporte   | - 11' 19' Teixeira - 28' (pen.) Gréllo | Árbitro(s): Gábor Kovács Timo Onatsu | Árbitro(s): Gábor Kovács Timo Onatsu |

| 25 de noviembre de 2017, 18:00 | Dina Moscú | 0:4 (0:2) | Sporting de Portugal                                          | João Rocha, Lisboa                       |                                          |
|                                |            | Reporte   | - 8' Cavinato - 16' Divanei - 28' Alex Merlim - 31' Dieguinho | Árbitro(s): Cédric Pelissier Tomasz Frak | Árbitro(s): Cédric Pelissier Tomasz Frak |

### Grupo C
Sede: Győr,  Hungría
| Equipo           | Pts | PJ | PG | PE | PP | GF | GC | Dif |
| ---------------- | --- | -- | -- | -- | -- | -- | -- | --- |
| Győri ETO        | 6   | 3  | 2  | 0  | 1  | 11 | 9  | +2  |
| Luparense        | 6   | 3  | 2  | 0  | 1  | 15 | 11 | +4  |
| Prodeksim Jersón | 3   | 3  | 0  | 0  | 3  | 10 | 9  | +1  |
| Stalitsa Minsk   | 3   | 3  | 1  | 0  | 2  | 10 | 17 | -7  |

| 22 de noviembre de 2017, 15:30 | Luparense                            | 3:1 (1:0) | Prodeksim Jersón | Mihály, Győr                                 |                                              |
|                                | - Taborda 11' 40' - Bueno Ardite 24' | Reporte   | - 27' Sviridov   | Árbitro(s): Juan Gallardo Gerald Bauernfeind | Árbitro(s): Juan Gallardo Gerald Bauernfeind |

| 22 de noviembre de 2017, 18:00 | Győri ETO                     | 2:3 (0:0) | Stalitsa Minsk                                               | Mihály, Győr                              |                                           |
|                                | - Álex 23' - Fábio Aguiar 37' | Reporte   | - 26' Pessoa Dos Santos - 28' Mykhailo Grytsyna - 38' Lazyuk | Árbitro(s): Bogdan Sorescu Borislav Kolev | Árbitro(s): Bogdan Sorescu Borislav Kolev |

| 23 de noviembre de 2017, 17:00 | Stalitsa Minsk                                     | 4:8 (2:2) | Luparense | Mihály, Győr                             |                                          |
|                                | - Zhdanovich 14' - Lazyuk 18' 31' - Korolyshyn 34' | Reporte   | - 12' (d.p.) 37' Mello Rossi - 15' Taborda - 23' Novaes De Souza - 28' 33' Bueno Ardite - 36' (d.p.) 39' (d.p.) Revert | Árbitro(s): Borislav Kolev Juan Gallardo | Árbitro(s): Borislav Kolev Juan Gallardo |

| 23 de noviembre de 2017, 19:30 | Győri ETO                           | 3:2 (0:2) | Prodeksim Jersón           | Mihály, Győr                                  |                                               |
|                                | - Juanra 35' - Fábio Aguiar 39' 40' | Reporte   | - 12' Fumasa - 24' Chudnov | Árbitro(s): Gerald Bauernfeind Bogdan Sorescu | Árbitro(s): Gerald Bauernfeind Bogdan Sorescu |

| 25 de noviembre de 2017, 15:30 | Prodeksim Jersón                                                                             | 7:3 (1:3) | Stalitsa Minsk                                       | Mihály, Győr                                  |                                               |
|                                | - Bessalov 3' - Sviridov 25' 39' (d.p.) - Roninho 29' - Fetko 37' - Tsypun 39' - Kalukov 40' | Reporte   | - 1' Mykhailo Grytsyna - 8' Zhdanovich - 20' Chernik | Árbitro(s): Borislav Kolev Gerald Bauernfeind | Árbitro(s): Borislav Kolev Gerald Bauernfeind |

| 25 de noviembre de 2017, 18:00 | Luparense                                                     | 4:6 (3:3) | Győri ETO                                    | Mihály, Győr                             |                                          |
|                                | - Novaes De Souza 5' - Jefferson 8' - Taborda 19' - Betão 39' | Reporte   | - 8' 11' Álex - 22' 37' 38' 40' Fábio Aguiar | Árbitro(s): Bogdan Sorescu Juan Gallardo | Árbitro(s): Bogdan Sorescu Juan Gallardo |

### Grupo D
Sede: Torrejón de Ardoz,  España
| Equipo            | Pts | PJ | PG | PE | PP | GF | GC | Dif |
| ----------------- | --- | -- | -- | -- | -- | -- | -- | --- |
| Movistar Inter    | 9   | 3  | 3  | 0  | 0  | 14 | 4  | +10 |
| Kairat Almaty     | 6   | 3  | 2  | 0  | 1  | 12 | 8  | +4  |
| Sporting de Braga | 3   | 3  | 1  | 0  | 2  | 9  | 16 | -7  |
| Autobergamo Deva  | 0   | 3  | 0  | 0  | 3  | 8  | 15 | -7  |

| 23 de noviembre de 2017, 18:30 | Kairat Almaty                               | 5:2 (2:1) | Autobergamo Deva  | Jorge Garbajosa, Torrejón de Ardoz  |                                     |
|                                | - Leo 7' 32' - Higuita 16' - Tayebi 22' 35' | Reporte   | - 2' 34' M. Matei | Árbitro(s): Saša Tomić Pascal Lemal | Árbitro(s): Saša Tomić Pascal Lemal |

| 23 de noviembre de 2017, 21:00 | Movistar Inter | 7:0 (5:0) | Sporting de Braga | Jorge Garbajosa, Torrejón de Ardoz      |                                         |
|                                | - Elisandro 8' - Bruno Taffy 11' - Ricardinho 13' - Gadeia 17' 20' - Nilson Miguel (p.p) 31' - Daniel Shiraishi 35' | Reporte   |                   | Árbitro(s): Angelo Galante Ondřej Černý | Árbitro(s): Angelo Galante Ondřej Černý |

| 24 de noviembre de 2017, 18:30 | Sporting de Braga | 1:4 (0:3) | Kairat Almaty                                       | Jorge Garbajosa, Torrejón de Ardoz  |                                     |
|                                | - Ruan 29'        | Reporte   | - 11' 20' Taynan - 11' (a.g.) Marinho - 37' Higuita | Árbitro(s): Ondřej Černý Saša Tomić | Árbitro(s): Ondřej Černý Saša Tomić |

| 24 de noviembre de 2017, 21:30 | Movistar Inter             | 2:1 (2:0) | Autobergamo Deva     | Jorge Garbajosa, Torrejón de Ardoz      |                                         |
|                                | - Ricardinho 2' - Ortiz 9' | Reporte   | - 28' Paulo Ferreira | Árbitro(s): Pascal Lemal Angelo Galante | Árbitro(s): Pascal Lemal Angelo Galante |

| 26 de noviembre de 2017, 17:30 | Autobergamo Deva                                                        | 5:8 (2:1) | Sporting de Braga                                                           | Jorge Garbajosa, Torrejón de Ardoz    |                                       |
|                                | - Panzaru 9' - Paulo Ferreira 20' 40' (d.p.) - M. Matei 31' - Obadă 31' | Reporte   | - 12' 24' 32' Machado - 25' 37' Cintra - 26' Ruan - 27' Lopes - 35' Marinho | Árbitro(s): Pascal Lemal Ondřej Černý | Árbitro(s): Pascal Lemal Ondřej Černý |

| 26 de noviembre de 2017, 20:00 | Kairat Almaty                      | 3:5 (2:3) | Movistar Inter                                                     | Jorge Garbajosa, Torrejón de Ardoz    |                                       |
|                                | - Alexandre Moraes 4' - Leo 8' 21' | Reporte   | - 2' Ortiz - 6' Elisandro - 16' Ricardinho - 34' 39' (d.p.) Gadeia | Árbitro(s): Saša Tomić Angelo Galante | Árbitro(s): Saša Tomić Angelo Galante |

## Ronda Final
Sede: Zaragoza,  España
Equipos clasificados:
| Ronda Élite | Ronda Élite          |
| Grupos      | Campeón              |
| ----------- | -------------------- |
| A           | FC Barcelona Lassa   |
| B           | Sporting de Portugal |
| C           | Győri ETO            |
| D           | Movistar Inter       |

|  | Semifinales          | Semifinales          |   |                     | Final               | Final |  |
|  |                      |                      |   |                     |                     |       |  |
|  |                      |                      |   |                     |                     |       |  |
|  | 20 de abril de 2018  |                      |   |                     |                     |       |  |
|  | Győri ETO            | 1                    |   |                     |                     |       |  |
|  | Sporting de Portugal | 6                    |   |                     |                     |       |  |
|  |                      |                      |   |                     |                     |       |  |
|  |                      |                      |   |                     | 22 de abril de 2018 |       |  |
|  |                      |                      |   |                     | Movistar Inter      | 5     |  |
|  |                      | Sporting de Portugal | 2 |                     |                     |       |  |
|  |                      |                      |   |                     |                     |       |  |
|  |                      |                      |   |                     |                     |       |  |
|  |                      |                      |   |                     | Tercer lugar        |       |  |
|  | 20 de abril de 2018  | 20 de abril de 2018  |   | 22 de abril de 2018 | 22 de abril de 2018 |       |  |
|  | FC Barcelona Lassa   | 1                    |   | Győri ETO           | 1                   |       |  |
|  | Movistar Inter       | 2                    |   |                     | FC Barcelona Lassa  | 7     |  |

### Semifinales
| 20 de abril de 2018, 18:00 | Győri ETO | 1:6 (0:5) | Sporting de Portugal                                                  | Príncipe Felipe, Zaragoza                          |                                                    |
|                            | Sáhó 34´  | Reporte   | Alex Merlim 0´ Cardinal 2´ y 10´ Cavinato 12´ Diogo 19´ Dieguinho 37´ | Árbitro(s): Ondřej Černý Angelo Galante Saša Tomić | Árbitro(s): Ondřej Černý Angelo Galante Saša Tomić |

| 20 de abril de 2018, 21:00 | FC Barcelona Lassa | 1:2 (0:1) | Movistar Inter | Príncipe Felipe, Zaragoza                          |                                                    |
|                            | Esquerdinha 28´    | Reporte   | Ortiz 3´ y 31´ | Árbitro(s): Ondřej Černý Angelo Galante Saša Tomić | Árbitro(s): Ondřej Černý Angelo Galante Saša Tomić |

### 3º y 4º Puesto
| 22 de abril de 2018, 17:00 | Győri ETO | 1:7 (1:2) | FC Barcelona Lassa                                                  | Príncipe Felipe, Zaragoza                          |                                                    |
|                            | Alex 18´  | Reporte   | Esquerdinha 11´, 19´ y 28´ Rivillos 28´ Ferrao 29´ y 31´ Lozano 34´ | Árbitro(s): Ondřej Černý Angelo Galante Saša Tomić | Árbitro(s): Ondřej Černý Angelo Galante Saša Tomić |

### Final
| 22 de abril de 2018, 20:00 | Sporting de Portugal  | 2:5 (1:3) | Movistar Inter                                            | Príncipe Felipe, Zaragoza                                                           |                                                                                     |
|                            | Cavinato 7´ Diogo 36´ | Reporte   | Gadeia 2´ Ricardinho 9´ Elisandro 13´ Rafael 22´ Pola 39´ | Asistencia: 8.179 espectadores Árbitro(s): Bogdan Sorescu Saša Tomić Angelo Galante | Asistencia: 8.179 espectadores Árbitro(s): Bogdan Sorescu Saša Tomić Angelo Galante |

## Estadísticas

### Goleadores
- Actualizado a 26 de noviembre de 2017 de acuerdo a la página oficial Archivado el 2 de diciembre de 2017 en Wayback Machine. de la competición.

| Pos. | Jugador          | Equipo                   | Anotado | Asistencia |
| ---- | ---------------- | ------------------------ | ------- | ---------- |
| 1    | Halim Selmanaj   | Liburni Gjakovë          | 12      | 4          |
| 2    | Michal Seidler   | BTS Rekord Bielsko-Biała | 9       | 3          |
| 3    | Marijo Aladžić   | Mostar Stari Grad        | 8       | 4          |
|      | Fábio Aguiar     | Győri ETO                | 8       | 1          |
| 5    | Alemão           | Jahn Regensburg          | 7       | 2          |
|      | Leitão           | Halle-Gooik              | 7       | 3          |
|      | Mohamed Attaibi  | ZVV't Knooppunt          | 7       | 2          |
| 8    | Maikinho         | Araz Naxçivan            | 6       | 1          |
|      | Muhammet Altunay | Arnavutköy Belediyespor  | 6       | 5          |
|      | Erkan Seferi     | Shkupi                   | 6       | 1          |